# Itta Bena
Itta Bena is een plaats (city) in de Amerikaanse staat Mississippi, en valt bestuurlijk gezien onder Leflore County.

## Demografie
Bij de volkstelling in 2000 werd het aantal inwoners vastgesteld op 2208.
In 2006 is het aantal inwoners door het United States Census Bureau geschat op 1946, een daling van 262 (-11.9%).

## Geografie
Volgens het United States Census Bureau beslaat de plaats een oppervlakte van
3,8 km², waarvan 3,7 km² land en 0,1 km² water. Itta Bena ligt op ongeveer 38 m boven zeeniveau.

## Plaatsen in de nabije omgeving
De onderstaande figuur toont nabijgelegen plaatsen in een straal van 20 km rond Itta Bena.

## Geboren
- B.B. King (1925-2015), bluesgitarist en singer-songwriter
- Luther Johnson (1939-2022), bluesmuzikant